# La Vestale (David)
La Vestale è un quadro dipinto dall'artista francese Jacques-Louis David. La sua data di creazione è sconosciuta, e secondo Antoine Schnapper sarebbe da collocarsi tra il 1784 e il 1787, dato che il 1787 era l'anno presente nel catalogo della vendita di Lespinasse nel 1803. Sophie Monneret propose il 1783, l'anno di creazione del quadro Il compianto di Andromaca sul corpo di Ettore, forse in risposta alla creazione del Prix de Vertu da parte del barone di Montyon.

## Storia e descrizione
Questo studio a mezza figura è tipico della maniera "greuziana" di David. La Vestale venne riscoperta da Gaston Brière, Klaus Holma e Louis Hautecœur, nonostante la firma e la sua menzione nell'elenco di opere stilato dal pittore. Antoine Schnapper la riattribuì a David osservando la resa delle mani, dello sfondo e del drappeggio. Il quadro appartiene dagli anni 1980 a una collezione privata negli Stati Uniti.
La tela ritrae una vestale, ossia una delle sacerdotesse vergini di Vesta, una delle divinità della mitologia romana. La ragazza è seduta su una sedia rossa e indossa un velo bianco coronato da una coroncina di fiori.